# Józef Czosnowski
Józef Czosnowski herbu Kolumna (zm. 1782) – starosta winnicki i ułanowski, rotmistrz pancerny wojsk koronnych w 1768 roku, rotmistrz chorągwi 8. Brygady Kawalerii Narodowej w 1777 roku, konsyliarz konfederacji barskiej województwa bracławskiego.. Jego ojcem był Antoni Czosnowski, kasztelan wyszogrodzki, starosta ułanowski.

## Życiorys
Jako poseł na sejm elekcyjny 1764 roku z województwa bracławskiego był elektorem Stanisława Augusta Poniatowskiego z województwa bracławskiego w 1764 roku. Członek konfederacji Andrzeja Mokronowskiego w 1776 roku i poseł na sejm 1776 roku z województwa bracławskiego. 
W 1781 roku został kawalerem Orderu Świętego Stanisława.